# 5-Formamidoimidazol-4-karboksamid ribotid
5-Formamidoimidazol-4-karboksamid ribotid (FAICAR) je intermedijer pri formiranju purina. On se formira posredstvom enzima AICAR transformilaza iz AICAR i 10-formiltetrahidrofolata.

## Literatura
- David L. Nelson; Michael M. Cox (2005). Principles of Biochemistry (IV изд.). New York: W. H. Freeman. ISBN 0-7167-4339-6.
- Donald Voet; Judith G. Voet (2005). Biochemistry (3 изд.). Wiley. ISBN 9780471193500.